# Доња Копривна
Доња Копривна је насељено место у Босни и Херцеговини у граду Цазину. Административно припада Федерацији Босне и Херцеговине, односно њеном Унско-санском кантону. Према попису становништва из 2013. у насељу је било 1.338 становника, а већинску популацију чинили су Бошњаци.

## Становништво
По последњем службеном попису становништва из 2013. године у овом насељу живело је 1.338 становника, а село је било етнички хомогено са већинском бошњачком популацијом.
| Националност | 2013. | 1991.        | 1981.        | 1971.        |
| Бошњаци      | —     | 999 (99,21%) | 912 (99,24%) | 730 (99,59%) |
| Хрвати       | —     | 1 (0,10%)    | (%)          | (%)          |
| Срби         | —     | 4 (0,40%)    | 3 (0,33%)    | 0            |
| Југословени  | —     | 1 (0,10%)    | 1 (0,11%)    | 1 (0,14%)    |
| остали       | —     | 2 (0,20%)    | 3 (0,33%)    | 2 (0,27%)    |
| Укупно       | 1.338 | 1.007        | 9191         | 733          |